# Protestos na Argélia em 2010-2012

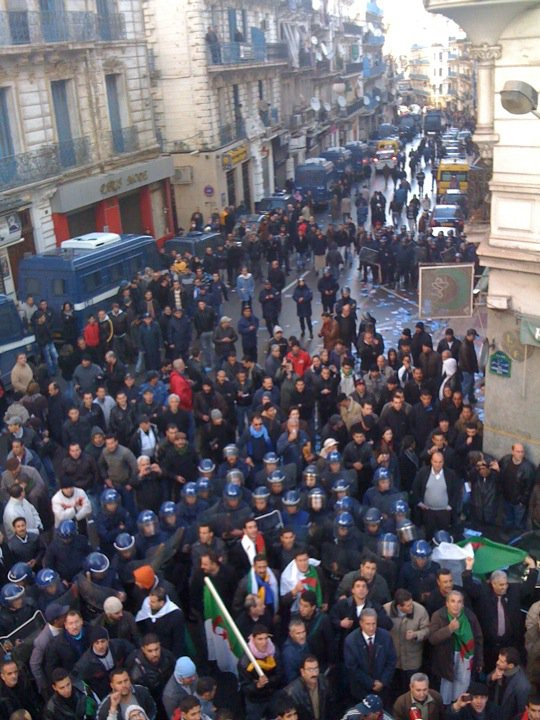
Manifestação na Argélia.

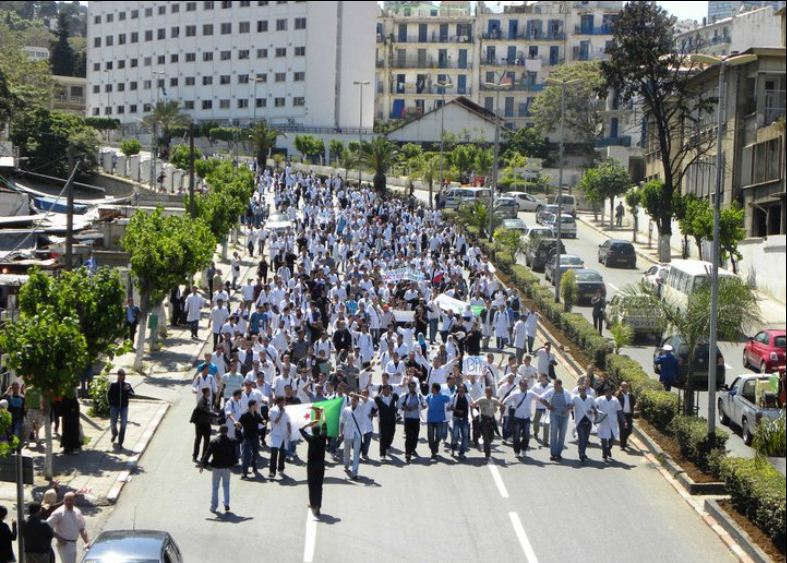
Estudantes marchando para El Mouradia

Os protestos na Argélia em 2010-2012 foram uma série de protestos ocorridos em toda Argélia que duraram de 28 de dezembro de 2010 a princípios de 2012. Esses protestos foram inspirados pelos protestos semelhantes em todo o Oriente Médio e Norte da África. 
As causas citadas pelos manifestantes incluíram o desemprego, a falta de habitação, a inflação dos alimentos, a corrupção, as restrições à liberdade de expressão e as más condições de vida. Embora protestos localizados fossem comuns nos anos anteriores, uma onda sem precedentes de protestos simultâneos e tumultos eclodiram em todo o país. Estes foram seguidos por autoimolações, a maioria delas na frente de prédios do governo. Os partidos de oposição, sindicatos e organizações de direitos humanos, em seguida, começaram a realizar manifestações semanais, ilegais na Argélia sem a permissão do governo no âmbito do estado de emergência em curso desde o golpe de Estado de 1992.
O governo suprimiu essas manifestações tanto quanto possível, mas no final de fevereiro cedeu à pressão e retirou o estado de emergência. Enquanto isso, os protestos dos jovens, tipicamente citando problemas de desemprego, hogra (opressão) e infra-estrutura, recomeçaram, ocorrendo quase diariamente em cidades espalhadas por todo o país.
Apesar da presença policial muito forte em cada manifestação, muitas vezes mais numerosa que os manifestantes, a oposição é organizada. A Coordenação Nacional para a Mudança e Democracia (CNCD) é implementada e convoca onze manifestações sucessivas e a formação de um Conselho Nacional de Transição Democrática.
Diferentemente dos países vizinhos, as manifestações não resultaram em uma mudança institucional significativa. O presidente Abdelaziz Bouteflika criou uma emenda na constituição e revisou as leis que regem eleições, partidos e associações políticas, a mídia e a participação de mulheres na vida pública. Foram convocadas eleições legislativas e municipais, novos partidos foram legalizados e estes participam das eleições. Entretanto, Bouteflika continuou no poder e prosseguiu sendo criticado pelos argelianos, que alegam que as medidas foram insuficientes.  

## Ver Também
- Primavera Árabe
- Protestos na Tunísia em 2010-2011
- Protestos no Egito em 2011
- Protestos na Jordânia em 2011
- Protestos no Iêmen em 2011
- Protestos no Iraque em 2011